# Молот

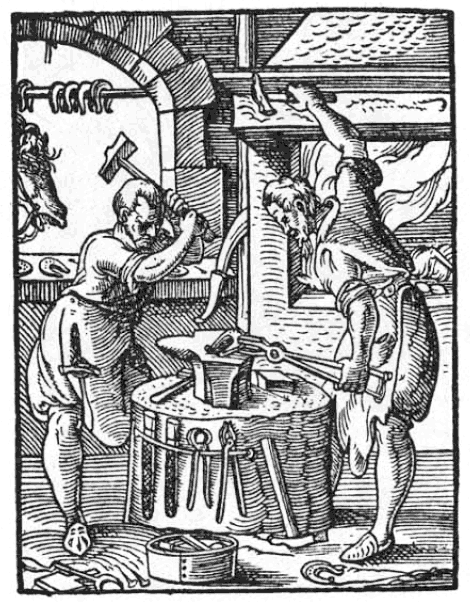
Кузнецы за работой, справа — с молотком, слева с молотом, 1568 год.

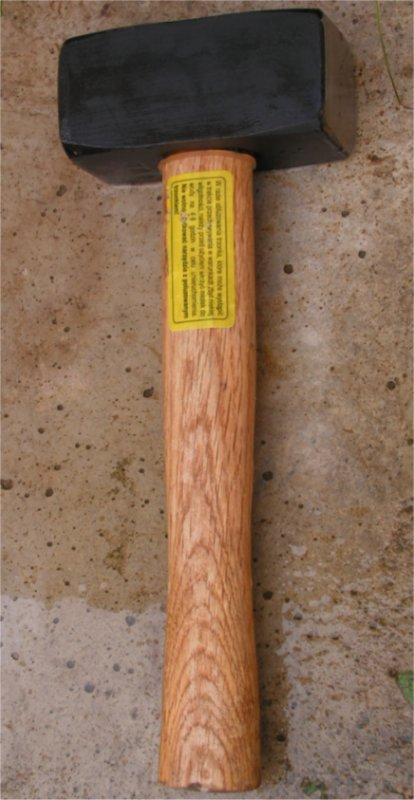
Ручной молот, с короткой рукоятью.

Мо́лот — орудие в виде костыля, для боя, колотьбы, ковки, орудие труда, использующееся для нанесения ударов при ковке металлов, разбивании камней и прочего.

## История
В Библии молот описывается как «оружие воинское» (Иер. 51:20). Также молот использовался в кузнечном деле (Ис. 44:12). Как молот переводится прозвище иудейских повстанцев Маккавеев. В скандинавской мифологии Мьёльнир является атрибутом бога Тора. Нередко молот является атрибутом гномов.
Молот обычно делается из ковкого железа, а концы его навариваются сталью. Очень маленькие молоты делаются целиком из стали, а большие из чугуна. Один конец ручного молота делают или совершенно плоским или с лёгкой выпуклостью, он называется бой или боёк, а другой клинообразным, он называется задок. В средней части имеется сквозное отверстие, глазок, для насадки молота на деревянную рукоять, или молотовище. Самые маленькие кузнечные молоты, так называемые ручники, которыми можно работать одной рукой, весят от полукилограмма до двух килограммов, большие же ручные молоты, кувалды, которые приводятся в движение обеими руками с размаху, весят от трёх до 9 килограммов.

## Виды и типы
Молоты бывают в зависимости от применения и энергии, используемой при применении: ручные, гидравлические, паровые, электрические и пневматические.
Боевой молот (marteau d’armes) — ручное орудие для боя, им действовали обеими руками. К XV веке боевой молот снабжается для усиления удара свинцовой тяжестью, а рукоять его оканчивается острием, так что молотом, в бою, можно было и колоть противника. Длина рукояти молота для боя от 4 до 5 футов.

Железный молот бывает: заводской, разных видов:
- выварной;
- отжимный;
- клинный;
- бойный;
- наклёпный;
- кричный;
- прочие[1].

Кузнечный молот, по образу и по весу:
- кувалда;
- балда — молот весом 4 — 5 килограмм на рукояти длиною около одного метра[5];
- кулак;
- большой;
- двуручный;
- болодка, одноручный;
- разгонный[6];
- хвостовой[7][2];
- среднебойный[8][2];
- пресс-молот[9];
- правильный[10];
- лобовой[11][2];
- пробивной[12];

Щебённый молот, кулак или кувалда; переплётный, плосколобый и другие.
Столярный молот — инструмент столяра, имеет раздвоенный задок, для выдергивания гвоздей.

## В символике и геральдике

В коммунистической символике скрещённые друг с другом серп и молот означают союз крестьян и рабочих.
Изображение скрещённых серпа и молота было представлено на флаге СССР.

## Молот в культуре и искусстве
- Рабочий и колхозница
- Серп и молот
- Иннокентий Фёдорович Анненский, «Молот и искры»
- Валерий Яковлевич Брюсов, «Каменщик»